# Parti du socialisme démocratique (Tchéquie)
Le Parti du Socialisme démocratique (en tchèque, Strana demokratického socialismu SDS) est un parti politique tchèque, membre fondateur du Parti de la gauche européenne. Fondé en décembre 1997, il est le résultat de la fusion du SDL (Parti de la Gauche démocratique) et du LB (bloc de Gauche) en juin 1997. Au départ le parti portait le nom de LB-SDL.